# Panicum fonticola
Panicum fonticola är en gräsart som beskrevs av Jason Richard Swallen. Panicum fonticola ingår i släktet vipphirser, och familjen gräs. Inga underarter finns listade i Catalogue of Life.